# ريكاردو دلغادو
ريكاردو دلغادو (بالإسبانية: Ricardo Delgado Nogales)‏ (مواليد 13 يوليو 1947) هو ملاكم مكسيكي، مثّل بلاده في الألعاب الأولمبية الصيفية 1968 وحقق الميدالية الذهبية في فئة وزن الذبابة.

## روابط خارجية
ريكاردو دلغادو على موقع بوكس ريك (الإنجليزية) (registration required)
- ريكاردو دلغادو على موقع أوليمبيديا (الإنجليزية)